# Giovanni da San Miniato
Giovanni da San Miniato (Firenze, 7 luglio 1360 – Firenze, 22 febbraio 1428) è stato un militare e religioso italiano, appartenente ai Camaldolesi e avversario dell'Umanesimo nascente nella sua città natale, in particolar modo del cancelliere della Repubblica di Firenze Coluccio Salutati.

## Biografia
Giovanni da San Miniato nacque a Firenze nel 1360 dal notaio sanminiatese Duccio. Dopo aver partecipato in gioventù a varie campagne belliche per conto della Repubblica di Firenze ma, disgustato dalle violenze della guerra, su consiglio dell'amico, il potente cancelliere Coluccio Salutati, entrò tra i Camaldolesi intorno tra il 1390 e il 1393: divenuto nel 1422 priore di Santa Maria degli Angeli, rimase in questo monastero fino alla morte.
La figura di Giovanni da San Miniato è legata essenzialmente alla sua figura di uomo di lettere sia nelle vesti di traduttore di opere dal latino al volgare (i Sermones in Cantica canticorum di san Bernardo di Chiaravalle, i Moralia di papa Gregorio Magno, il De remediis utriusque fortunae di Francesco Petrarca) ma anche per la sua ferma opposizione nei confronti del nascente movimento umanista, ponendolo in contrasto con l'amico Coluccio Salutati. Secondo il camaldolese, infatti, gli studia humanitatis sarebbero stati «ritenuti corruttori della fede e della morale cristiana». Salutati scrisse due lettere a Giovanni in cui replicava che l'umanesimo non era assolutamente antitetico alla religione cristiana: la prima lettera si concentra sul valore degli studia humanitatis; la seconda invece si concentra sul fatto che il cancelliere fiorentino non fosse stato convinto da Giovanni da San Miniato delle sue convinzioni antiumanistiche, ribadendo tale posizione in una lettera datata 25 gennaio 1405 e intesa come apologia del nascente movimento umanista.